# دیته هانسن
دیته هانسن (انگلیسی: Ditte Hansen; ۶ دسامبر ۱۹۷۰ – ) بازیگر سینما، صداپیشه و بازیگر تئاتر اهل دانمارک بود.